# Minkukel
Minkukel is een benaming voor een domkop of voor een lomp en ongevoelig figuur. Het woord 'minkukel' werd in 1963 (in de vorm 'min kukel') door Marten Toonder in het stripverhaal Het kukel van Olivier B. Bommel en Tom Poes geïntroduceerd.
Het verhaal vertelt over buitenaardse wezens, die eenieder het Kukel meten, en bij niemand een positieve waarde ('plus kukel') vinden. Wammes Waggel, Heer Bommel en Tom Poes blijven van een meting van hun Kukel gevrijwaard. Mogelijk zijn zij, en vooral Wammes Waggel, de enigen met een plus kukel, maar dat wordt niet duidelijk. 
Wat het begrip kukel precies inhoudt, wordt uit het verhaal niet duidelijk. Sommigen menen dat kukel gezien moet worden als de mate waarin men onbevangen in het leven staat, anderen zien het als een verwijzing naar het IQ. Toonder merkte hier zelf over op: "Oppervlakkige lezertjes verwarren kukel wel eens met het I.Q. uit de keuken van drs. Zielknijper. Maar zo eenvoudig is het niet. (…) Het moet dus meer en anders zijn en vermoedelijk bestaan uit eigenschappen die meestal door een teveel aan rede verdrongen worden; zoals gevoel, fantasie, liefde en dergelijke."
Het woord minkukel heeft zich een plaats in de Nederlandse taal verworven als synoniem voor sukkel of domoor.